# سمانین
سمانین (به چکی: Semanín) یک منطقهٔ مسکونی در جمهوری چک است که در ناحیه اوستی ناد اورلیتسی واقع شده‌است. سمانین ۸٫۸ کیلومتر مربع مساحت و ۶۴۱ نفر جمعیت دارد.